# Чорново-Оболенский, Фёдор Иванович
Фёдор Иванович Чорново-Оболенский — воевода Саратова в 1617 году.
Зимой 1613/1614 года Саратов, находившийся на правом берегу Волги, сгорел, а гарнизон его перешёл в Самару. Через три года Чорново-Оболенский восстановил Саратов на левом берегу Волги, при впадении в неё реки Саратовки, где город находился до 1674 года.
Известно о нём самом крайне мало. В 1625 году Чорново-Оболенский был мценским воеводой. Его преемником стал его почти полный тёзка (у них различались только отчества). Вероятно, они были родственниками, но степень их родства неизвестна.